# 38Y busz (Pécs)
A pécsi 38Y jelzésű autóbusz a Lámpásvölgy és a Főpályaudvar között közlekedik a pécsbányai András utca érintésével.

## Útvonala
| Lámpásvölgy → András utca → Búza tér → Árkád → Főpályaudvar | Főpályaudvar → Árkád → Búza tér → András utca → Lámpásvölgy |
| --- | --- |
| Lámpásvölgy – Lámpásvölgyi út – bekötőút – András utcai forduló – bekötőút – Bittner Alajos út – Hársfa út – Ady Endre utca – Alsóhavi utca – Lánc utca – Zsolnay Vilmos utca – Rákóczi út – Rákóczi út – Szabadság utca – Főpályaudvar | Főpályaudvar – Szabadság utca – Rákóczi út – Rákóczi út – Zsolnay Vilmos utca – Lánc utca – Alsóhavi utca – Ady Endre utca – Hársfa út – Bittner Alajos út – bekötőút – András utcai forduló – bekötőút – Lámpásvölgyi út – Lámpásvölgy |

## Megállóhelyei
| 38Y (Lámpásvölgy – András utca – Főpályaudvar)                                                                                |                         |          | |                                                                                            |
| Perc (↓) | Megállóhely             | Perc (↑) | Megállóhelyet érintő járatok | Létesítmények                                                                              |
| 0 | Lámpásvölgy végállomás  | 23       | 28, 28A, 28Y, 38, 38Y |                                                                                            |
| 1 | Alsógyükés              | 22       | 28, 28A, 28Y, 38, 38Y |                                                                                            |
| 2 | András utca             | 21       | 28Y, 38Y |                                                                                            |
| 4 | Feketehegy              | 19       | 28, 28A, 28Y, 38, 38Y |                                                                                            |
| 5 | Borbálatelep            | 18       | 28, 28A, 28Y, 38, 38Y |                                                                                            |
| 6 | Kató-lak                | 17       | 28, 28A, 28Y, 38, 38Y |                                                                                            |
| 7 | Hársfa út               | 16       | 26, 27, 27Y, 28, 28A, 28Y, 38, 38Y, 40, 140 |                                                                                            |
| 8 | Jánoskút                | 14       | 28, 28A, 28Y, 38, 38Y, 140 | Református Gimnázium                                                                       |
| 9 | Bártfa utca             | 13       | 28, 28A, 28Y, 38, 38Y, 140 | Bártfa Utcai Általános Iskola, Bártfa Utcai Óvoda                                          |
| 10 | Hajnal utca             | 12       | 28, 28A, 28Y, 38, 38Y, 140 |                                                                                            |
| 11 | Sándor utca             | 11       | 28, 28A, 28Y, 29, 38, 38Y, 39, 140 |                                                                                            |
| 12 | Ágoston tér             | 10       | 28, 28A, 28Y, 29, 30Y, 33, 38, 38Y, 39, 44, 140 |                                                                                            |
| Hétvégén a Főpályaudvarról induló járat a Búza tértől csak utazási igény esetén közlekedik Lámpásvölgyig, Gyükés érintésével. |                         |          | |                                                                                            |
| 13 | Búza tér                | 8        | 25, 26, 27, 27Y, 28, 28A, 28Y, 29, 30Y, 33, 38, 38Y, 39, 40, 44, 121, 140 | Egyetemi kollégium, Egyesített Egészségügyi Intézmény kirendeltsége, EKF kulturális negyed |
| ∫ | Rákóczi út              | 6        | 20, 21, 21A, 22, 23, 23Y, 24, 25, 26, 27, 27Y, 28, 28Y, 29, 33, 38, 38Y, 39, 40, 44, 60, 60A, 60Y, 121, 140 |                                                                                            |
| 15 | Árkád                   | 4        | 2, 2A, 2E, 3, 3E, 4, 4Y, 6, 6E, 7, 7Y, 8, 13, 13E, 13Y, 14, 14Y, 15, 15A, 22, 23, 23Y, 24, 25, 26, 26A, 27, 27Y, 28, 28A, 28Y, 29, 30, 33, 38, 38Y, 39, 40, 60, 60Y, 73, 73Y, 102, 102Y, 103, 104, 104A, 104E, 104Y, 107E, 109E, 130, 130A, 140               | Árkád, Konzum áruház, Anyakönyvi Önkormányzat, Skála                                       |
| 18 | Zsolnay-szobor          | 2        | 2, 2A, 2E, 3, 3E, 6, 6E, 7, 7Y, 8, 13Y, 14, 14Y, 22, 23, 23Y, 24, 25, 26, 26A, 27, 27Y, 28, 28A, 28Y, 29, 30, 31, 32, 32Y, 34, 34Y, 35, 35Y, 36, 37, 38, 38Y, 39, 40, 44, 46, 47, 73, 73Y, 102, 102Y, 103, 107E, 109E, 130, 140                               | Postapalota, OTP, ÁNTSZ, Megyei Bíróság, Zsolnay-szobor                                    |
| 20 | Főpályaudvar végállomás | 0        | 3, 3E, 4, 4Y, 6, 6E, 7, 7Y, 8, 13, 13E, 13Y, 14, 14Y, 15, 15A, 20, 30, 31, 32, 32Y, 33, 34, 34Y, 35, 35Y, 36, 37, 38, 38Y, 39, 40, 41, 41E, 41Y, 42, 42Y, 43, 44, 46, 47, 73, 73Y, 104, 104A, 104E, 104Y, 130, 130A, 140 · Helyközi autóbuszok · Főpályaudvar | Vasútállomás, MÁV Területi Igazgatósága, Autóbusz-állomás                                  |